# 愛するあの娘に
『愛するあの娘に』(I Was Made to Love Her)は、1967年に発表されたスティーヴィー・ワンダーのアルバム。7枚目のオリジナル・アルバム。

## 特徴
1967年の6月と8月にデトロイトのモータウンスタジオでレコーディングされたものである。プロデューサーは1966年から1970年までスティーヴィーの黄金時代に寄与したヘンリー・コスビー。この年の2月、スティーヴィーは病気のために来日できなかったテンプテーションズのかわりに、マーサ&ザ・ヴァンデラスとともに来日している。
表題曲の『愛するあの娘に』は、アップ・テンポのハーモニカをフィーチュアした、十代のスティーヴィーの代表的な楽曲である。この曲はのちに『マイ・シェリー・アモール』収録曲「アンジー・ガール」でも歌われる彼のガールフレンド、アンジーのために作られた曲であり、スティーヴィー曰はく、「10分位で書き上げられた」とのこと。スティーヴィーのオリジナル作品はアルバム中にこの曲も含めて4曲収録されており、ほかはカヴァー曲が多数含まれている。

## 収録曲
Side 1
1. 愛するあの娘に - I Was Made to Love Her (2:37)
2. センド・ミー・サム・ラヴィン - Send Me Some Lovin' (2:30)
3. 泣きたい気持 - I'd Cry (2:33)
4. 誰もが愛を求めてる - Everybody Needs Somebody (I Need You) (2:37)
5. リスペクト - Respect (2:21)
6. マイ・ガール - My Girl (2:55)

Side 2
1. ベイビー・ドント・ユー・ドゥ・イット - Baby Don't You Do It (2:11)
2. ア・フール・フォー・ユー - A Fool for You (3:17)
3. キャン・アイ・ゲット・ア・ウィットネス - Can I Get a Witness (2:42)
4. アイ・ピティ・ザ・フール - I Pity the Fool (3:04)
5. プリーズ・プリーズ・プリーズ - Please, Please, Please (2:40)
6. アイ・ゴー・ワイルド - Every Time I See You, I Go Wild! (2:52)